# Augusto Hidalgo
Augusto Hidalgo Macario, né le 10 mai 1972 à Las Palmas de Gran Canaria, est un homme politique espagnol membre du Parti socialiste ouvrier espagnol (PSOE).
Il est maire de Las Palmas de Gran Canaria du 13 juin 2015 au 17 juin 2023.

## Biographie

### Vie privée
Augusto Hidalgo nait le 10 mai 1972 à Las Palmas de Gran Canaria. Son père, Augusto Hidalgo Champsaur, est un avocat luttant contre le franquisme.
Il suit sa scolarité au collège Jaime Balmes où il est expulsé temporairement à l'âge de quatorze ans pour avoir participé à une grève au lieu de suivre les enseignements.
Il est marié et père d'une fille.

### Formation et vie professionnelle
Augusto Hidalgo est titulaire d'une licence en sciences politiques et en sociologie ainsi que d'un master de technicien supérieur en prévention des risques du travail. Il possède un second master en formation de formateurs.

### Engagement syndical et auprès d'IU
Il participe à la création de l'Assemblée des étudiants de l'enseignement secondaire de Grande Canarie puis en 1990 à la création du Syndicat des étudiants canariens (SEC). Il adhère au syndicat Commissions ouvrières puis milite à Izquierda Unida ; parti avec lequel il occupe la dernière place de la liste au Congrès lors des élections générales de 2000.

### Adhésion au PSOE et premiers mandats
Il abandonne IU et retourne travailler dans le secteur privé. Quelques années plus tard, il choisit d'intégrer le PSOE. Il fait partie du groupement Juan Rodríguez Doreste de la ville de Las Palmas.
Il se présente sur les listes du socialiste Jerónimo Saavedra lors des élections municipales de 2007. Élu conseiller municipal, il fait partie du gouvernement local en étant notamment chargé de l'Emploi et des Ressources humaines.
De 2011 à 2015, il est élu conseiller d'opposition sur les listes de Carolina Darias au cabildo insulaire de Grande Canarie.

### Maire de Las Palmas
Il postule à la mairie de Las Palmas de Gran Canaria lors des élections du 24 mai 2015. La liste qu'il conduit termine deuxième avec 19,75 % des voix et sept conseillers derrière celle du Parti populaire (28,74 % des voix et dix conseillers). Il est élu maire de Las Palmas de Gran Canaria le 13 juin 2016 par 15 voix pour, 4 abstentions et 10 voix à Juan José Cardona grâce à un accord tripartite avec Las Palmas de Gran Canaria Puede, marque blanche de Podemos à Las Palmas, et Nouvelles Canaries.